# Rebecka Enholm
Rebecka Juniper Enholm, ursprungligen Rebecka Kristina Enholm, född 16 september 2002 i Tyresö kommun, är en svensk skådespelerska. Hon har bland annat medverkat i Roy Anderssons regisserade film Om det oändliga, som hade biopremiär i november 2019. Hösten 2024 är hon aktuell i skräckfilmen Äkta skräck, där hon och Ava Nikodell har de två huvudrollerna.

## Filmografi (i urval)
- 2019 – Om det oändliga
- 2024 – Äkta skräck